# Only Gained Weight
Only Gained Weight è il sesto singolo digitale del gruppo prodotta e scritta dai Brave Brothers cantata da Hyuna, Gayoon e SohYun.
La canzone è stata registrata nel 2014.

## Pubblicazione
La canzone doveva andare nel loro quinto mini-album ma, fu scartata per festeggiare i 10 anni di carriera dei Brave Brothers e i 5 anni delle 4minute.

## Performance
Nonostante le scarsissime promozioni del singolo, il brano arriva al quinto e decimo posto.

## Tracce
1. Only Gained Weight
2. Whatever
3. What's Youn Name? (remix)
4. Only Gained Weight (inst.)

## Posizioni
| Classifica                 | Posizione massima |
| -------------------------- | ----------------- |
| Gaon Digital chart         | 5                 |
| Gaon Streaming chart       | 9                 |
| Gaon Download chart        | 9                 |
| Gaon BGM chart             | 1                 |
| Gaon Mobile Ringtone chart | 10                |